# محمد سروش محلاتی
محمد سروش محلاتی (زادهٔ ۱۳۴۰، محلات) فقیه مسلمان شیعه و پژوهشگر دینی معاصر است.

## زندگی
سروش محلاتی ( فرزند خلیل سروش محلاتی) در سال ۱۳۴۰ در شهرستان محلات متولد و در سال ۱۳۵۵ وارد حوزه علمیه قم شد. او اصول فقه را نزد سید مصطفی محقق داماد ، شرح لمعه را نزد علی‌پناه اشتهاردی، مکاسب را نزد سیدعلی محقق داماد، کفایه را نزد آیت الله ستوده و رسائل را نزد سیدرسول موسوی تهرانی تلمذ کرد.
در درس خارج، او ابتدا ۳ سال در محضر مرتضی حائری یزدی حاضر شد و پس از درگذشت وی مدت  ۱۵ سال از درس  شبیری زنجانی بهره برد.
او همچنین عنوان نموده که بصورت کوتاه‌تر از محضر اساتید برجسته‌ای مانند حسین وحید خراسانی (اصول فقه)، حسینعلی منتظری (بحث ولایت فقیه)،    یوسف صانعی و محمد فاضل لنکرانی بهره برده که البته سه‌تای آخری به منظور کسب تجربه نیز بوده. در همین مدت فلسفه و عرفان را از حسن‌زاده آملی، جوادی آملی و انصاری شیرازی آموخت.

## تدریس
برپایه رسم حوزه‌ها، او همزمان با تحصیل، تدریس را نیز از سال ۱۳۶۵ با گفتن نهایة الحکمة محمدحسین طباطبائی، بخشی از اسفار ملاصدرا و قسمتی از شفا ی ابن‌سینا آغاز کرد.
او بعدها مکاسب، کفایه و رسائل را در مدرسه سید محمدرضا گلپایگانی و در میانه دهه 70 تدریس خارج را آغاز نموده و همچنین در مدرسه شهیدین مدرس سطح و خارج بوده است.

## پژوهش
گرایش اصلی محمد سروش محلاتی در پژوهش، فقه سیاسی است.

## اندیشه‌ها
محمد سروش محلاتی کتاب‌های فراوانی در فقه سیاسی نوشته‌است و در آن‌ها به بررسیِ فقهی حقوق شهروندی، قرائت‌های مختلف از نظریه ولایت فقیه، امکانِ فقهی انتخابات و امکانِ جمع اسلام و مردم‌سالاری پرداخته‌است. سروش محلاتی مدافع نظریه موافقت اسلام با دموکراسی است و کتاب‌هایی مانند شهر مردگان و دین و دیکتاتوری را در این زمینه تألیف کرده‌است. او در آثارش به شرح و تبیین نظریات فقهی-سیاسی سید محمدحسین طباطبایی، روح‌الله خمینی، مرتضی مطهری و سید محمد بهشتی پرداخته‌است.
محمد سروش محلاتی در مهرماه ۱۳۹۵ در سخنرانی خود در دانشگاه علامه طباطبایی به تفصیل به موضوع مذاکره بین امام حسین (ع) و عمر بن سعد پرداخته‌است که متن آن در پورتال وی در دسترس است. این سخنرانی در پی نظر حسن روحانی رئیس‌جمهوری اسلامی ایران دربارهٔ مذاکره میان امام حسین (ع) و دشمن، ایراد شده‌است. نظر حسن روحانی مورد انتقاد بسیاری از مخالفان او در داخل کشور قرار گرفت.

## واکنش به تبرئه سعید طوسی
◽️در جرائمی که به‌نوعی پای دین در میان است، حکومت باید سخت‌گیری مضاعفی داشته باشد.
◽️فردی که مورد سوء استفاده جنسی و ظلم قرار گرفته حق دارد آن را افشا کند.
◽️پیامبر اسلام فرمود کسی که نوجوانی را از روی شهوت می‌بوسد، خداوند در قیامت بر دهان او لجامی از آتش می‌زند.
◽️اگر احتمال اعمال نفوذ در دادگاه باشد، پرداختن به موضوع، دیگر پرداختن به یک موضوع خصوصی نیست.

## آثار
1. دین و دولت در اندیشه اسلامی
2. آزادی، عقل و ایمان (برگزیدهٔ کتاب سال)
3. اندیشه و ایمان در آزادی
4. مجموعه مقالات بی‌طرفی شرط داوری -فقه متهم است یا مدعی
5. امکان‌سنجی انتخابات در نظام اسلامی
6. شهر مردگان: ده مقاله در حقوق اساسی مخالفین
7. مبانی حریم خصوصی در اندیشه اسلامی
8. مجموعه مقالات دولت و ابزارهای الزام شهروندان به شریعت
9. نظارت خبرگان نصیحت نخبگان؛ نگاهی به حقوق و وظایف مجلس خبرگان رهبری
10. اسلام و مقتضیات زمان
11. دولت و اجرای شریعت: سلسله مقالات دولت و ابزارهای الزام شهروندان به شریعت
12. مجموعه مقالات برگ‌های سیاه ستم؛ محرومیت ظالمانه دختر پیامبر از دادرسی عادلانه
13. ولایت، در مغالطه و مصادره: سه مقاله در نسبت ولایت فقیه و حکومت
14. عقلانیت در عاشورا
15. فقاهت در عاشورا
16. تاملات سیاسی علامه طباطبایی